# アンドルー・リットン
アンドルー・リットン（Andrew Litton、1959年 - ）はアメリカ合衆国の指揮者。

## 経歴
1992年よりダラス交響楽団の音楽監督に就任（2006年に任期満了）。2003年より2015年までノルウェーのベルゲン・フィルハーモニー管弦楽団の音楽監督兼首席指揮者に就任。

## 音楽と録音
これまでに60点以上の録音を残している。代表的音源に、ブリン・ターフェルおよびボーンマス交響楽団との共演によるウィリアム・ウォルトンの《ベルシャザールの饗宴》（グラミー賞受賞）、同楽団とのチャイコフスキー交響曲全集、ロイヤル・フィルハーモニー管弦楽団とのラフマニノフ交響曲全集、ベルゲン・フィルハーモニー管弦楽団とのプロコフィエフのバレエ《ロミオとジュリエット》、ダラス交響楽団とのガーシュウィン作品集およびカーペンター版によるマーラーの《交響曲 第10番》があげられる。
スティーヴン・ハフとダラス交響楽団による、全曲ライヴ録音によるラフマニノフのピアノ協奏曲全集のSACDは話題を呼んだ。また、ショスタコーヴィチやガーシュウィンの協奏的作品では、ピアニストとしても出演し、手ずからオーケストラを弾き振りして録音を残している。